# Efedrina
L'efedrina és una amina simpatomimètica comunament usada com estimulant, supressora de la gana, ajuda en la concentració, decongestiva, i per tractar la hipotensió arterial associada amb l'anestèsia. L'efedrina té una estructura similar als derivats semisintètics de l'amfetamina i metamfetamina. És un alcaloide derivat de diverses plantes del gènere Ephedra (família Ephedraceae). Funciona incrementant l'activitat de la noradrenalina sobre els receptors adrenèrgics. Normalment es comercialitza en la forma d'hidroclorur i sulfat. En la medicina xinesa tradicional la planta es diu má huáng (麻黄, Ephedra sinica) conté, com altres efedres, efedrina i pseudoefedrina. L'efedrina mostra isomerisme òptic i té dos centres quirals que donen lloc a quatre estereoisòmers. A la Xina es produeix a gran escala les matèries primeres vegetals per extreure l'efedrina. L'any 2007 es van produir 30.000 tones d'efedra, 10 vegades més que la utilitzada en la medicina tradicional xinesa.
La majoria de la L-efedrina produïda actualment per a la medicina es fa sintèticament.